# Federica Faiella
Federica Faiella (ur. 1 lutego 1981 w Rzymie) – włoska łyżwiarka figurowa startująca w parach tanecznych z Massimo Scali. Uczestniczka igrzysk olimpijskich (2002, 2006, 2010), brązowa medalistka mistrzostw świata, dwukrotna wicemistrzyni Europy oraz siedmiokrotna mistrzyni Włoch (2003–2005, 2007–2010). Po zakończeniu kariery amatorskiej 15 marca 2011 roku została policjantką we Włoszech.

## Osiągnięcia

### Ze Scali
| Zawody                        | 01–02          | 02–03          | 03–04          | 04–05          | 05–06          | 06–07          | 07–08          | 08–09          | 09–10          | 10–11          |                |                |                |                |                |                |                |
| Międzynarodowe                | Międzynarodowe | Międzynarodowe | Międzynarodowe | Międzynarodowe | Międzynarodowe | Międzynarodowe | Międzynarodowe | Międzynarodowe | Międzynarodowe | Międzynarodowe | Międzynarodowe | Międzynarodowe | Międzynarodowe | Międzynarodowe | Międzynarodowe | Międzynarodowe | Międzynarodowe |
| ----------------------------- | -------------- | -------------- | -------------- | -------------- | -------------- | -------------- | -------------- | -------------- | -------------- | -------------- | -------------- | -------------- | -------------- | -------------- | -------------- | -------------- | -------------- |
| Igrzyska olimpijskie          | 18             |                |                |                | 13             |                |                |                | 5              |                |                |                |                |                |                |                |                |
| Mistrzostwa Świata            | 16             | 11             | 9              | 9              | 8              | 9              | 5              | 8              | 3              |                |                |                |                |                |                |                |                |
| Mistrzostwa Europy            | 12             | 8              | 6              | 5              | 7              | 6              | 4              | 2              | 2              | 5              |                |                |                |                |                |                |                |
| GP Finał Grand Prix           |                |                |                |                |                |                |                | 4              |                |                |                |                |                |                |                |                |                |
| GP Cup of China               |                |                |                |                | 6              |                | 3              |                | 3              | 3              |                |                |                |                |                |                |                |
| GP NHK Trophy                 |                |                |                |                |                |                |                | 1              |                |                |                |                |                |                |                |                |                |
| GP Cup of Russia              |                | 5              | 5              | 3              |                |                |                |                |                | WD             |                |                |                |                |                |                |                |
| GP Skate America              |                |                | 4              |                |                |                | 3              |                |                |                |                |                |                |                |                |                |                |
| GP Skate Canada International | 7              | 5              |                |                |                | 3              |                |                |                |                |                |                |                |                |                |                |                |
| GP Trophée Éric Bompard       |                |                |                | 5              | 3              | 3              |                | 2              |                |                |                |                |                |                |                |                |                |
| Bofrost Cup on Ice            |                |                | 3              |                |                |                |                |                |                |                |                |                |                |                |                |                |                |
| Memoriał Karla Schäfera       | 2              |                |                |                |                |                |                |                |                |                |                |                |                |                |                |                |                |
| Nebelhorn Trophy              | 2              | 1              |                |                |                |                |                |                |                |                |                |                |                |                |                |                |                |
| Krajowe                       |                |                |                |                |                |                |                |                |                |                |                |                |                |                |                |                |                |
| Mistrzostwa Włoch             | 2              | 1              | 1              | 1              | 2              | 1              | 1              | 1              | 1              | WD             |                |                |                |                |                |                |                |

### Z Milo
| Zawody                                | 96–97          | 97–98          | 98–99          | 99–00          |                |                |                |                |                |                |                |                |                |                |                |                |                |
| Międzynarodowe                        | Międzynarodowe | Międzynarodowe | Międzynarodowe | Międzynarodowe | Międzynarodowe | Międzynarodowe | Międzynarodowe | Międzynarodowe | Międzynarodowe | Międzynarodowe | Międzynarodowe | Międzynarodowe | Międzynarodowe | Międzynarodowe | Międzynarodowe | Międzynarodowe | Międzynarodowe |
| ------------------------------------- | -------------- | -------------- | -------------- | -------------- | -------------- | -------------- | -------------- | -------------- | -------------- | -------------- | -------------- | -------------- | -------------- | -------------- | -------------- | -------------- | -------------- |
| Mistrzostwa Świata                    |                |                |                | WD             |                |                |                |                |                |                |                |                |                |                |                |                |                |
| Mistrzostwa Europy                    |                |                |                | 11             |                |                |                |                |                |                |                |                |                |                |                |                |                |
| GP Sparkassen Cup on Ice              |                |                |                | 5              |                |                |                |                |                |                |                |                |                |                |                |                |                |
| Finlandia Trophy                      |                |                |                | 2              |                |                |                |                |                |                |                |                |                |                |                |                |                |
| Międzynarodowe: Kategorie młodzieżowe |                |                |                |                |                |                |                |                |                |                |                |                |                |                |                |                |                |
| Mistrzostwa Świata Juniorów           | 7              | 2              | 2              |                |                |                |                |                |                |                |                |                |                |                |                |                |                |
| JGP Finał                             |                | 1              | 2              |                |                |                |                |                |                |                |                |                |                |                |                |                |                |
| JGP w Bułgarii                        |                | 1              |                |                |                |                |                |                |                |                |                |                |                |                |                |                |                |
| JGP w Meksyku                         |                |                | 1              |                |                |                |                |                |                |                |                |                |                |                |                |                |                |
| JGP w Niemczech                       |                | 2              | 2              |                |                |                |                |                |                |                |                |                |                |                |                |                |                |
| Olimpijski festiwal młodzieży Europy  | 1              |                |                |                |                |                |                |                |                |                |                |                |                |                |                |                |                |
| Autumn Trophy                         | 4 J            |                |                |                |                |                |                |                |                |                |                |                |                |                |                |                |                |
| Grand Prix International St. Gervais  | 2 J            |                |                |                |                |                |                |                |                |                |                |                |                |                |                |                |                |
| Krajowe                               |                |                |                |                |                |                |                |                |                |                |                |                |                |                |                |                |                |
| Mistrzostwa Włoch                     | 2 J            | 1 J            | 1 J            | 2              |                |                |                |                |                |                |                |                |                |                |                |                |                |

## Rekordy życiowe
Federica Faiella / Massimo Scali
| Historyczne rekordy życiowe przed sezonem 2018/2019 | Historyczne rekordy życiowe przed sezonem 2018/2019 | Historyczne rekordy życiowe przed sezonem 2018/2019 | Historyczne rekordy życiowe przed sezonem 2018/2019 | Historyczne rekordy życiowe przed sezonem 2018/2019 |
| Segment                                             | Data                                                | Punkty                                              | Zawody                                              | Uwagi                                               |
| --------------------------------------------------- | --------------------------------------------------- | --------------------------------------------------- | --------------------------------------------------- | --------------------------------------------------- |
| SD                                                  | 19 listopada 2010                                   | 57,65                                               | Cup of Russia 2010                                  |                                                     |
| SD TES                                              | 19 listopada 2010                                   | 26,93                                               | Cup of Russia 2010                                  |                                                     |
| SD PCS                                              | 5 listopada 2010                                    | 30,93                                               | Cup of China 2010                                   |                                                     |
| FD TES                                              | 28 stycznia 2011                                    | 42,15                                               | Mistrzostwa Europy 2011                             |                                                     |
| Historyczne rekordy życiowe przed sezonem 2010/2011 |                                                     |                                                     |                                                     |                                                     |
| Segment                                             | Data                                                | Punkty                                              | Zawody                                              | Uwagi                                               |
| TSS                                                 | 21 marca 2008                                       | 201,91                                              | Mistrzostwa Świata 2008                             |                                                     |
| CD                                                  | 23 marca 2010                                       | 40,85                                               | Mistrzostwa Świata 2010                             |                                                     |
| CD TES                                              | 23 października 2003                                | 21,52                                               | Skate America 2003                                  |                                                     |
| CD PCS                                              | 23 marca 2010                                       | 20,35                                               | Mistrzostwa Świata 2010                             |                                                     |
| OD                                                  | 20 marca 2008                                       | 63,55                                               | Mistrzostwa Świata 2008                             |                                                     |
| OD TES                                              | 20 marca 2008                                       | 34,16                                               | Mistrzostwa Świata 2008                             |                                                     |
| OD PCS                                              | 24 października 2003                                | 35,66                                               | Skate America 2003                                  |                                                     |
| FD                                                  | 21 marca 2008                                       | 101,21                                              | Mistrzostwa Świata 2008                             |                                                     |
| FD PCS                                              | 25 października 2003                                | 59,64                                               | Skate America 2003                                  |                                                     |